# Wollastonova medaile

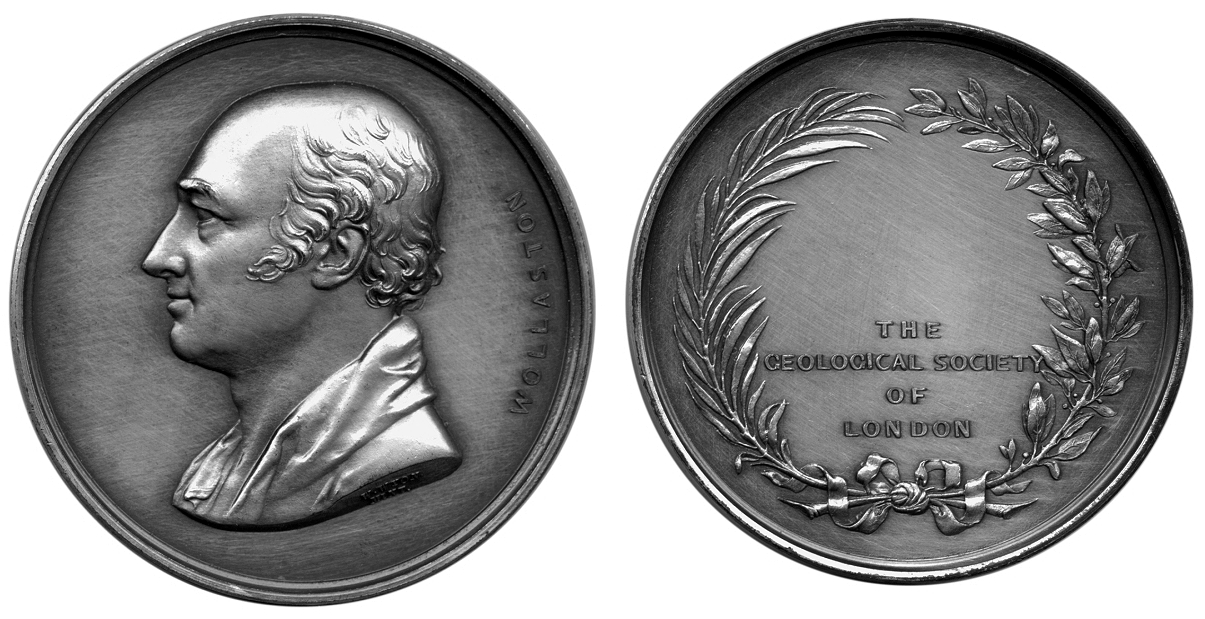
Wollastonova medaile

Wollastonova medaile (anglicky: Wollaston Medal) je nejvyšší ocenění udělované Geological Society of London vědcům za mimořádný přínos ve všech oborech geologie.
Své jméno nese ocenění po anglickém chemikovi W. H. Wollastonovi (1766–1828). Poprvé byla propůjčena v roce 1831. Původní medaile byla vyrobena z palladia, kovu, který Wollaston objevil.

## Seznam vyznamenaných osob

### 1831–1849
- 1831 – William Smith
- 1835 – Gideon Mantell
- 1836 – Louis Agassiz
- 1837 – Proby Thomas Cautley; Hugh Falconer
- 1838 – Richard Owen
- 1839 – Christian Gottfried Ehrenberg
- 1840 – André Hubert Dumont
- 1841 – Adolphe Brongniart
- 1842 – Leopold von Buch
- 1843 – Léonce Élie de Beaumont; Pierre-Armand Dufrénoy
- 1844 – William Daniel Conybeare
- 1845 – John Phillips
- 1846 – William Lonsdale
- 1847 – Ami Boué
- 1848 – William Buckland
- 1849 – Joseph Prestwich

### 1850–1899
- 1850 – William Hopkins
- 1851 – Adam Sedgwick
- 1852 – William Henry Fitton
- 1853 – Édouard de Verneuil; Adolphe d'Archaic
- 1854 – Richard John Griffith
- 1855 – Henry Thomas de la Bèche
- 1856 – William Edmond Logan
- 1857 – Joachim Barrande
- 1858 – Hermann von Meyer
- 1859 – Charles Darwin
- 1860 – Searles Valentine Wood
- 1861 – Heinrich Georg Bronn
- 1862 – Robert Alfred Cloyne Godwin-Austen
- 1863 – Karl Gustav Bischof
- 1864 – Roderick Murchison
- 1865 – Thomas Davidson
- 1866 – Charles Lyell
- 1867 – George Julius Scrope
- 1868 – Carl Friedrich Naumann
- 1869 – Henry Clifton Sorby
- 1870 – Gérard Paul Deshayes
- 1871 – Andrew Ramsay
- 1872 – James Dwight Dana
- 1873 – Philip de Malpas Grey Egerton
- 1874 – Oswald Heer
- 1875 – Laurent-Guillaume de Koninck
- 1876 – Thomas Henry Huxley
- 1877 – Robert Mallet
- 1878 – Thomas Wright
- 1879 – Bernhard Studer
- 1880 – Gabriel Auguste Daubrée
- 1881 – Peter Martin Duncan
- 1882 – Franz von Hauer
- 1883 – William Thomas Blanford
- 1884 – Albert Jean Gaudry
- 1885 – George Busk
- 1886 – Alfred Des Cloizeaux
- 1887 – John Whitaker Hulke
- 1888 – Henry Benedict Medlicott
- 1889 – Thomas George Bonney
- 1890 – William Crawford Williamson
- 1891 – John Wesley Judd
- 1892 – Ferdinand von Richthofen
- 1893 – Nevil Story Maskelyne
- 1894 – Karl Alfred von Zittel
- 1895 – Archibald Geikie
- 1896 – Eduard Suess
- 1897 – Wilfred Hudleston Hudleston
- 1898 – Ferdinand Zirkel
- 1899 – Charles Lapworth

### 1900–1949
- 1900 – Grove Karl Gilbert
- 1901 – Charles Barrois
- 1902 – Friedrich Schmidt
- 1903 – Karl Heinrich Rosenbusch
- 1904 – Albert Heim
- 1905 – Jethro Justinian Harris Teall
- 1906 – Henry Woodward
- 1907 – William Johnson Sollas
- 1908 – Paul Heinrich von Groth
- 1909 – Horace Bolingbroke Woodward
- 1910 – William Berryman Scott
- 1911 – Waldemar Christopher Brøgger
- 1912 – Lazarus Fletcher
- 1913 – Osmond Fisher
- 1914 – John Edward Marr
- 1915 – Tannatt William Edgeworth David
- 1916 – Alexandr Petrovič Karpinskij
- 1917 – Antoine Lacroix
- 1918 – Charles Walcott
- 1919 – Aubrey Strahan
- 1920 – Gerard Jakob De Geer
- 1921 – Benjamin Neeve Peach
- 1921 – John Horne
- 1922 – Alfred Harker
- 1923 – William Whitaker
- 1924 – Arthur Smith Woodward
- 1925 – George William Lamplugh
- 1926 – Henry Fairfield Osborn
- 1927 – William Whitehead Watts
- 1928 – Dukinfield Henry Scott
- 1929 – Friedrich Johann Karl Becke
- 1930 – Albert Charles Seward
- 1931 – Arthur William Rogers
- 1932 – Johan Herman Lie Vogt
- 1933 – Marcellin Boule
- 1934 – Henry Alexander Miers
- 1935 – John Smith Flett
- 1936 – Gustaaf Adolf Frederik Molengraaff
- 1937 – Waldemar Lindgren
- 1938 – Maurice Lugeon
- 1939 – Frank Dawson Adams
- 1940 – Henry Woods
- 1941 – Arthur Louis Day
- 1942 – Reginald Aldworth Daly
- 1943 – Alexander Jewgenjewitsch Fersman
- 1944 – Victor Moritz Goldschmidt
- 1945 – Owen Thomas Jones
- 1946 – Emanuel de Margerie
- 1947 – Joseph Burr Tyrrell
- 1948 – Edward Battersby Bailey
- 1949 – Robert Broom

### 1950–1999
- 1950 – Norman L. Bowen
- 1951 – Olaf Holtedahl
- 1952 – Herbert Harold Read
- 1953 – Erik Stensiö
- 1954 – Leonard Johnston Wills
- 1955 – Arthur Elijah Trueman
- 1956 – Arthur Holmes
- 1957 – Paul Fourmarier
- 1958 – Pentti Eelis Eskola
- 1959 – Pierre Pruvost
- 1960 – Cecil Edgar Tilley
- 1961 – Roman Kozlowski
- 1962 – Leonard Hawkes
- 1963 – Felix Andries Vening-Meinesz
- 1964 – Harold Jeffreys
- 1965 – D. M. S. Watson
- 1966 – Francis Parker Shepard
- 1967 – Edward C. Bullard
- 1968 – Raymond Cecil Moore
- 1969 – Maurice Ewing
- 1970 – Philip Henry Kuenen
- 1971 – Ralph Alger Bagnold
- 1972 – Hans Ramberg
- 1973 – Alfred Romer
- 1974 – Francis John Pettijohn
- 1975 – Hollis Dow Hedberg
- 1976 – Kingsley Charles Dunham
- 1977 – Rein van Bemmelen
- 1978 – John Tuzo Wilson
- 1979 – Hatton Schuyler Yoder
- 1980 – Augusto Gansser
- 1981 – Robert Minard Garrels
- 1982 – Peter John Wyllie
- 1983 – Dan McKenzie
- 1984 – Kenneth Jinghwa Hsü
- 1985 – Gerald Joseph Wasserburg
- 1986 – John Graham Ramsay
- 1987 – Claude Allègre
- 1988 – Alfred Ringwood
- 1989 – Drummond Hoyle Matthews
- 1990 – Wallace S. Broecker
- 1991 – Xavier Le Pichon
- 1992 – Martin Harold Phillips Bott
- 1993 – Samuel Epstein
- 1994 – William Jason Morgan
- 1995 – George Patrick Leonard Walker
- 1996 – Nicholas Shackleton
- 1997 – Douglas James Shearman
- 1998 – Karl Karekin Turekian
- 1999 – John Frederick Dewey

### 2000
- 2000 – William Sefton Fyfe
- 2001 – Harry B. Whittington
- 2002 – Rudolf Trümpy
- 2003 – Ikuo Kushiro
- 2004 – Geoffrey Eglinton
- 2005 – Ted Irving
- 2006 – James Lovelock
- 2007 – Andrew Knoll
- 2008 – Norman Sleep
- 2009 – Paul F. Hoffman
- 2010 – Richard Sibson
- 2011 – Robert Stephen John Sparks
- 2012 – Christopher Hawkesworth
- 2013 – Kurt Lambeck
- 2014 – Maureen Raymo
- 2015 – James A. Jackson
- 2016 – Susan Brantley[1]
- 2017 – Richard Alley
- 2018 – Terry Plank
- 2019 – Edward M. Stolper